# Gran Chimú
Gran Chimú is een provincie in de regio La Libertad in Peru. De provincie heeft een oppervlakte van 1.285 km² en telt 31.109 inwoners (2015). De hoofdplaats van de provincie is het district Cascas.

## Bestuurlijke indeling
De provincie Gran Chimú is verdeeld in vier districten, UBIGEO tussen haakjes:
- (131101) Cascas, hoofdplaats van de provincie]
- (131102) Lucma
- (131103) Marmot
- (131104) Sayapullo

Ascope · Bolívar · Chepén · Gran Chimú · Julcán · Otuzco · Pacasmayo · Patáz · Sánchez Carrión · Santiago de Chuco · Trujillo · Virú